# Kwiryn (imię)
Kwiryn – polska forma imienia łac. Quirinus pochodzącego od imienia starorzymskiego boga Kwiryna.
W Polsce imię poświadczone w 1370 (sołtys wsi Rzuchowo), sporadycznie występujące w archiwaliach XVII–XIX wieku (np. aplikant i kancelista Kwiryn Mostowski, akta z 1833–1841).
Wśród patronów tego imienia – Kwiryn z Neuss (II wiek).
Żeński odpowiednik: Kwiryna.
Kwiryn imieniny obchodzi 25 marca, 30 marca, 30 kwietnia i 4 czerwca.
Imiennicy
- św. Kwiryn z Neuss – rzymski trybun wojskowy, męczennik, ojciec św. Balbiny.
- św. Kwiryn z Szombathely (†309) – biskup Sisaku, męczennik.

Zobacz też:
- Kwiryn (głaz)
- Kwirynów – wieś